# Pailai
Pailai är en köping i Kina. Den ligger i provinsen Sichuan, i den sydvästra delen av landet, omkring 350 kilometer söder om provinshuvudstaden Chengdu. Antalet invånare är 8 736. Befolkningen består av 4 130 kvinnor och 4 606 män. Barn under 15 år utgör 35 %, vuxna 15-64 år 60 %, och äldre över 65 år 4,0 %.
Genomsnittlig årsnederbörd är 1 080 millimeter. Den regnigaste månaden är juli, med i genomsnitt 250 mm nederbörd, och den torraste är december, med 5 mm nederbörd.